# Logitech

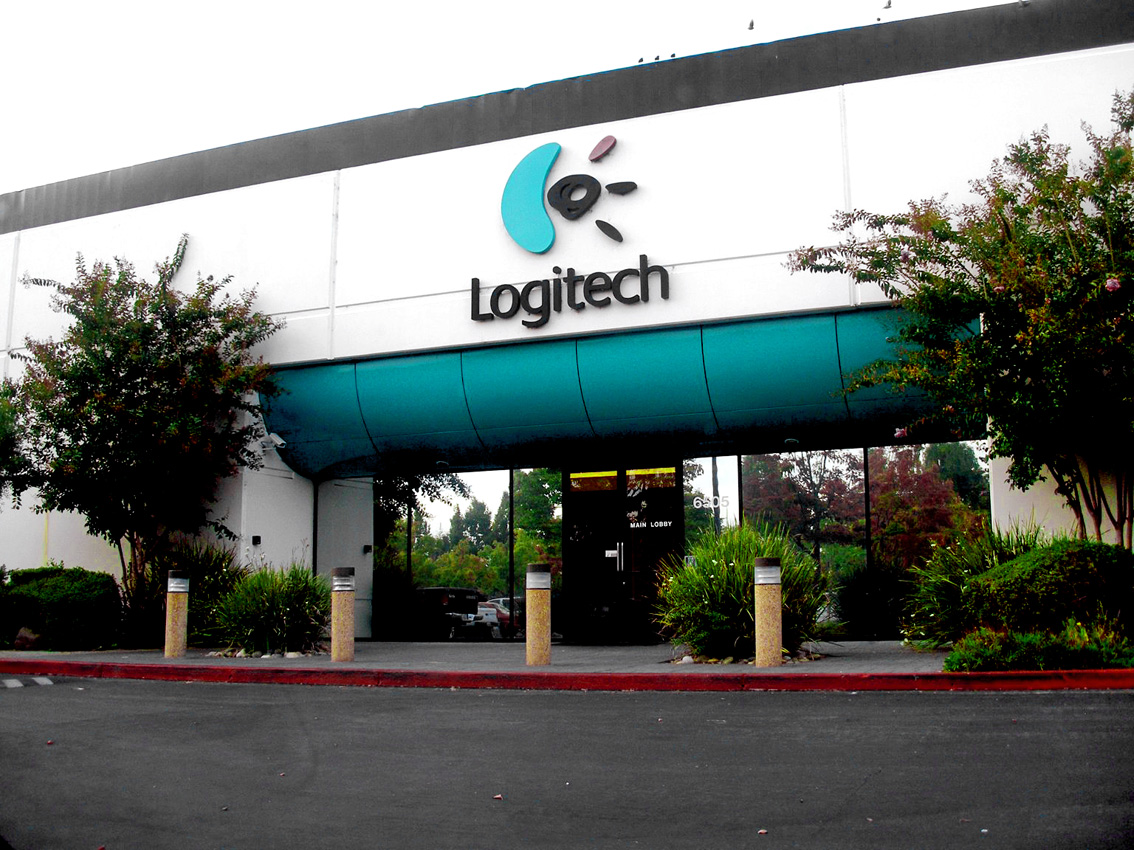
Sídlo Logitechu v Silicon Valley.

Logitech International SA se sídlem v Romanel-sur-Morges, Švýcarsko, je holdingová společnost. Logitech vyrábí zařízení pro počítače jako jsou klávesnice, počítačové myši, herní ovladače, webové kamery, reproduktory nebo sluchátka. Na japonském trhu používá společnost značku Logicool, protože Logitec existuje v této zemi již od roku 1982. Vlastní také svou herní edici výrobků Logitech G.

## Produkty
- Klávesnice
- Počítačová myš
- Gamepad
- Webová kamera
- Reproduktory
- Joystick
- Herní volant
- Sluchátka
- Mikrofon
- Univerzální dálkový ovladač

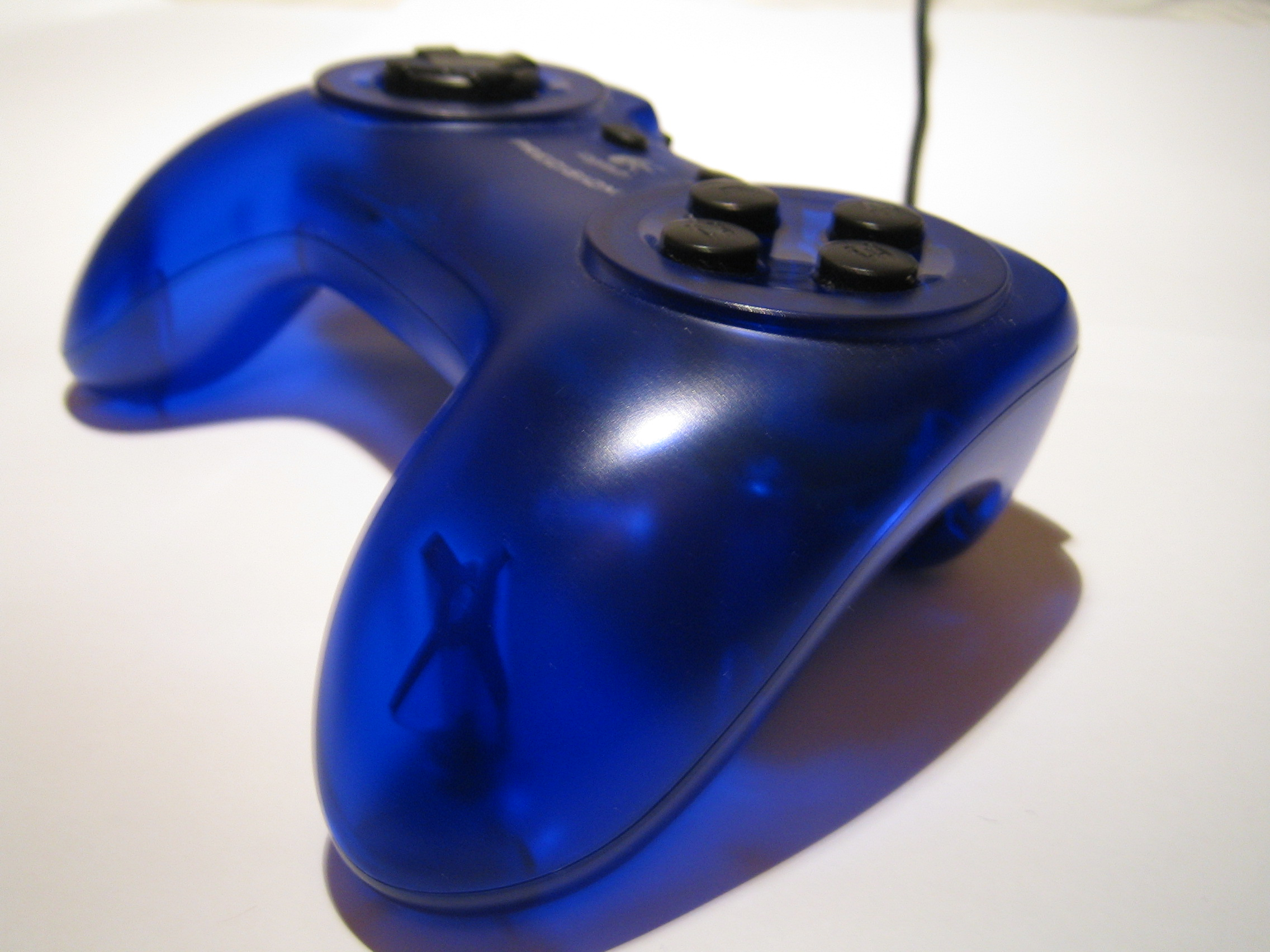
Gamepad Logitech
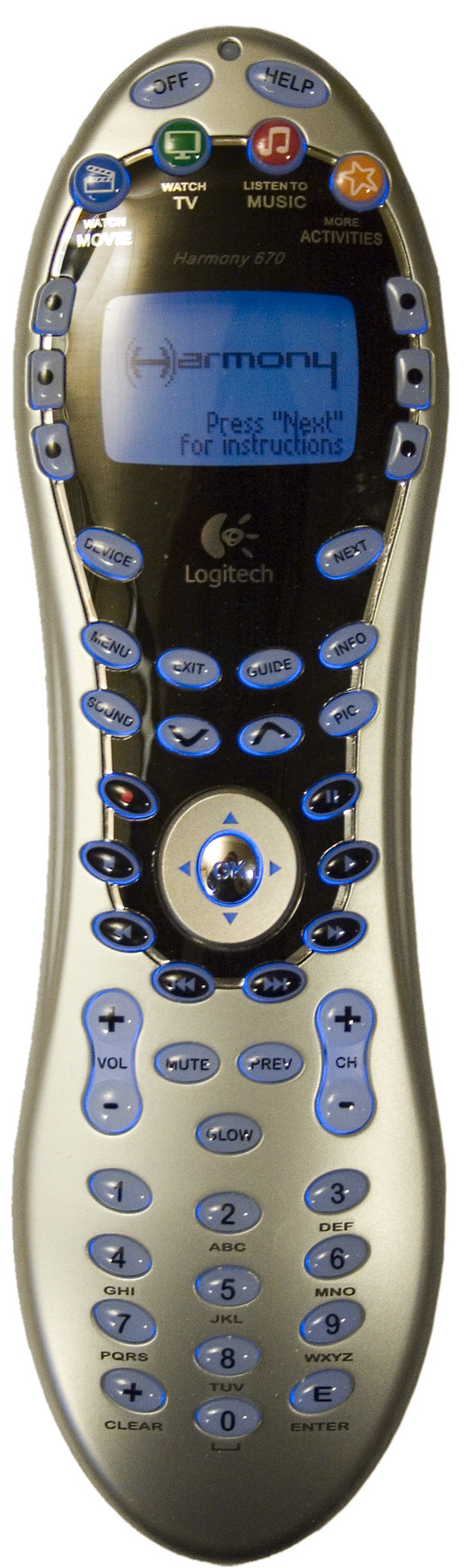
Ovladač Harmony
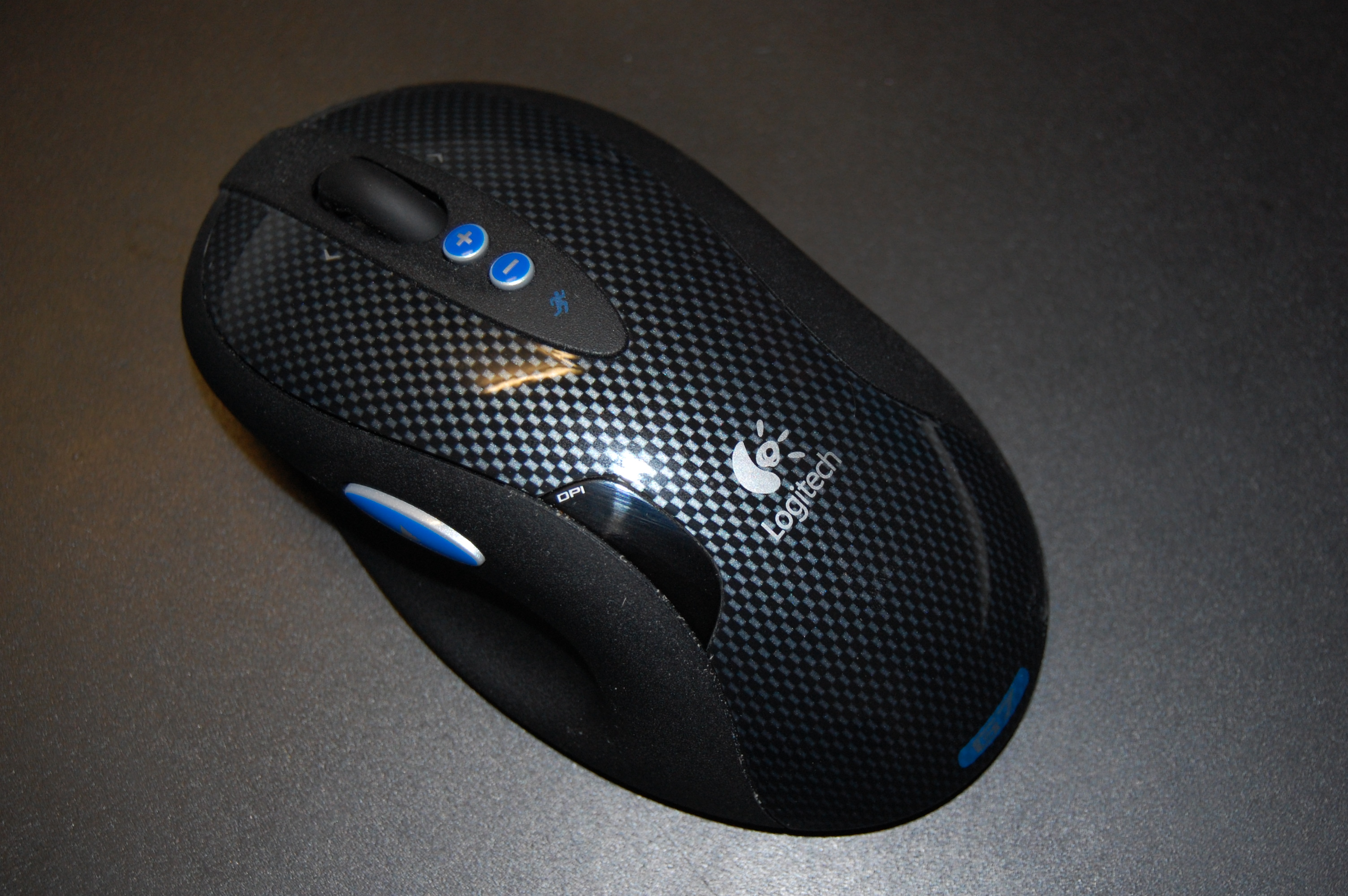
PC myš Logitech
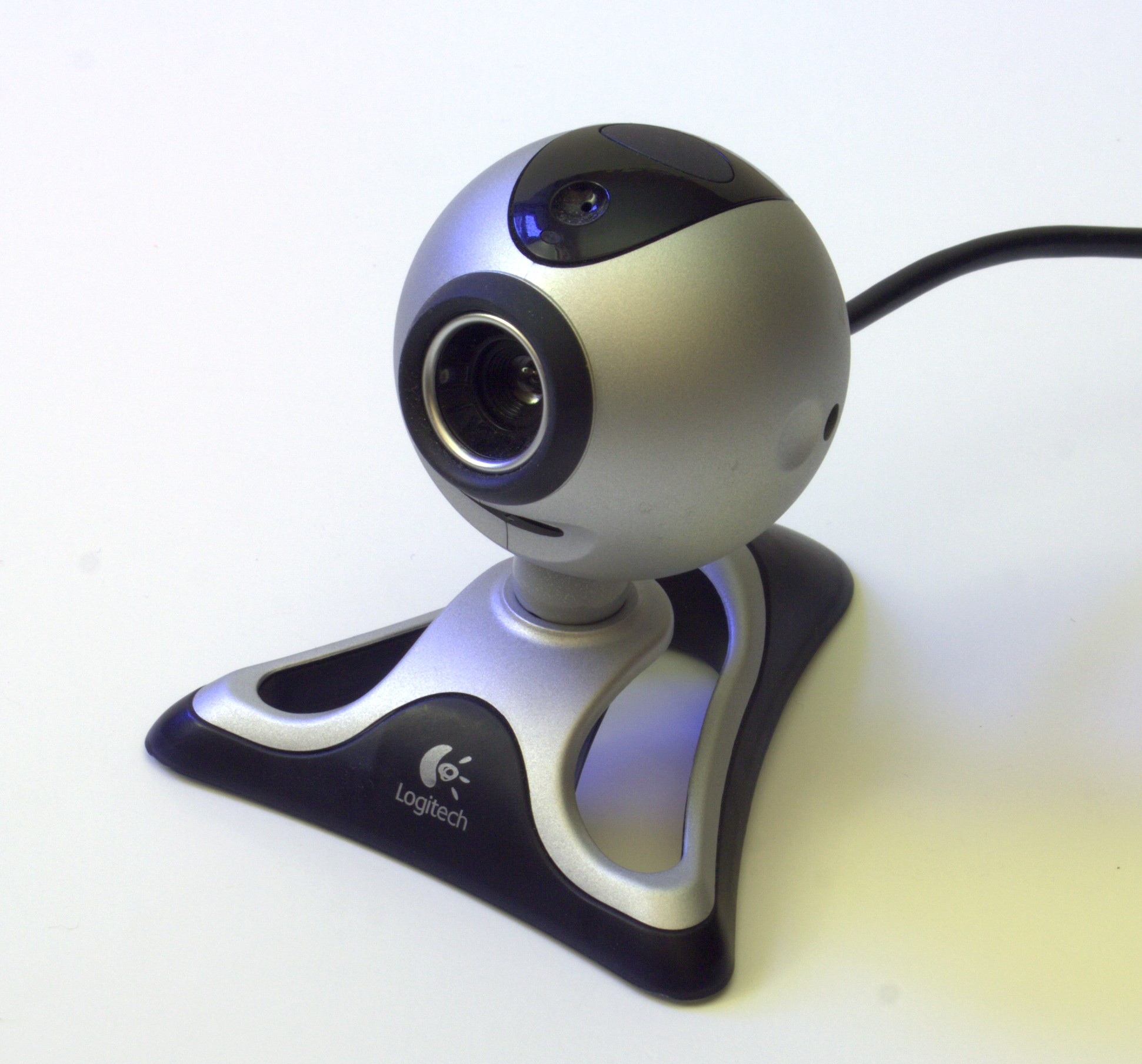
Web kamera